# 河合村 (岐阜県土岐郡)
河合村（かわいむら）は、かつて岐阜県土岐郡に存在した村。
現在の土岐市泉町河合に該当する。

## 歴史
- 1889年（明治22年）7月1日 - 町村制により河合村が発足。
- 1897年（明治30年）4月1日 - 戸狩村、月吉村、山野内村と合併し明世村が発足。同日河合村は廃止。
- 1954年（昭和29年）4月1日 -
  - 明世村の大部分は、瑞浪土岐町、稲津村、釜戸村、大湫村、日吉村、恵那郡陶町と合併し瑞浪市となる。
  - 明世村の一部（旧・河合村）が泉町に編入される。